# Anii 920
Secole: Secolul al IX-lea - Secolul al X-lea - Secolul al XI-lea
Decenii: Anii 870 Anii 880 Anii 890 Anii 900 Anii 910 - Anii 920 - Anii 930 Anii 940 Anii 950 Anii 960 Anii 970
Ani: 920 | 921 | 922 | 923 | 924 | 925 | 926 | 927 | 928 | 929